# 트렌디 드라마
트렌디 드라마(일본어: トレンディドラマ 토렌디도라마[*], 영어: Trendy Drama)는 1988년부터 1990년에 걸친 일본의 거품 경제 시대에 제작된 텔레비전 드라마 중 일부를 가리키는 데 사용되지만, 일본식 영어인데다 명확한 정의는 없다.

## 특징
- 신세대 수용자들을 겨냥한 상업적 드라마인데 젊고 매력적인 남녀 주인공의 등장, 그리고 그에 따른 세대간-가족간 갈등의 배제 내지 주변부화, 경쾌하고 호소력 있는 배경음악, 화려한 소품과 미장센, 이국적인 로케이션, 갈등은 있으되 무겁지 않고 빠른 이야기 전개와 행복한 결말을 다룬다.
- 주중 미니 시리즈로 편성되지만 간혹 주말에도 미니시리즈로 편성되는데 그 탓인지 대부분의 스타급 연기자들이 선호한다.

## 호평
- 촬영기법이 발전한 데 이어 드라마의 소재를 넓혀왔다.
- 세련된 화면으로 무장한 트렌디 드라마가 나오면서 대만,중국을 비롯한 해외에 여러 드라마가 수출됐다.

## 혹평
- 삶의 진정성 등 휴머니즘을 제대로 조화 시키는 것 보단 폭력, 삼각관계 등의 감각-선정적인 내용으로 수 차례씩 질타를 받아왔다.
- 연기력이 검증되어 있지 않은 탤런트를 수 차례씩 기용 및 양산해 왔다.
- 상업적 트렌디 드라마가 등장하면서 일본 드라마의 표절이 본격화됐다.

## 대표적인 트렌디 드라마
- 질투(1992년)
- 사랑을 그대 품안에(1994년)
- 별은 내 가슴에(1997년)
- 가을동화(2000년)
- 겨울연가(2002년)
- 발리에서 생긴 일(2004년)
- 유리구두(2002년)
- 이브의 모든 것(2000년)
- 파리의 연인(2004년)
- 내 이름은 김삼순(2005년)
- 명랑소녀 성공기(2002년)